# Said Nursî
Said Nursî (tiếng Ottoman Turkish: سعيد النُّورسی / tiếng Kurd Soran: سەعید نوورسی‎; 1877 - 23 tháng 3 năm 1960), thường được gọi với sự kính trọng là Bediüzzaman (بديع الزّمان, Badī' al-Zamān), là một nhà thần học Hồi giáo Sunni người Kurd 
Ông đã viết Bộ sách Risale-i Nur, bình luận về Qur'an trên sáu ngàn trang. Tin tưởng rằng khoa học và logic hiện đại là con đường của tương lai, ông chủ trương giảng dạy khoa học tôn giáo trong các trường học thế tục và khoa học hiện đại trong các trường học tôn giáo.
Nursi gây cảm hứng cho một phong trào đức tin  mà đã đóng một vai trò quan trọng trong sự hồi sinh của Hồi giáo ở Thổ Nhĩ Kỳ và bây giờ có tới vài triệu tín đồ trên toàn Thế giới. Những tín đồ của ông, thường được gọi là phong trào Nur, thường gọi ông một cách tôn kính đơn giản là Üstad ("Thầy").